# Бела църква (Войводина)
Вижте пояснителната страница за други значения на Бела църква.
Бела църква (на сръбски: Бела Црква) е град в Сърбия. Населението му е 9080 жители (2011 г.), а площта на цялата община е 353 кв. км. Намира се в часова зона UTC+1. Телефонният му код е +381 13, а МПС кода VŠ.
В Бела църква и общината ѝ се говори смедеревско-вършецки говор.